# Serviço de Informações e Segurança do Estado
Serviço de Informações e Segurança do Estado (SISE) é o Serviço de inteligência do governo de Moçambique, desde 1991, quando substituiu o Serviço Nacional de Segurança Popular (SNASP).